# Kiraria Beauty JOB
Kiraria　Beauty JOB （キラリアビューティジョブ）は、株式会社キラリアが運営する美容関連の求人情報サイトである。

## 概要
関西圏の美容専門求人情報サイトとして、パソコン、スマートフォン、モバイル版のサイトを提供している。
求人掲載職種は美容師、理容師、ヘアメイク、ネイリスト、エステティシャン、セラピスト、アイリスト、フロントレセプション。
掲載エリアは大阪府、兵庫県、京都府、奈良県、滋賀県である。
会員登録者は掲載求人に応募できる他、掲載企業からスカウトメールが届く。
コンテンツとして、「就職・転職パーフェクトガイド」「関西美容業界トップインタビュー」「美容サロン診断テスト」などを提供する。

## 沿革
- 2004年11月- 株式会社キラリア設立
- 2011年5月- 美容専門求人イベント「Kiraria Beauty JOB ～CLOSER 2011～」開催
- 2011年7月- 「Kiraria Beauty JOB」サイトサービス開始
- 2012年5月- 美容専門求人イベント「Kiraria Beauty JOB ～CLOSER 2012～」開催

## 主催イベント
美容専門学校生向けリクルートイベント「Kiraria Beauty JOB CLOSER」を主催している。2011年、2012年、ともに大阪府立体育会館(大阪市浪速区)にて開催。